# Haji Bakr Al-Qahtani
Haji Bakr Al-Qahtani (arab. ‏حاجي بكر القحطاني‎, ur. 6 listopada 1964) – saudyjski lekkoatleta, sprinter.
Brał udział w biegu na 400 i 800 metrów na Letnich Igrzyskach Olimpijskich 1988.